# Kurdwin Ayub
Kurdwin Ayub, née en 1990 à Dohuk en Irak, est une réalisatrice et scénariste irakienne kurde et autrichienne.

## Biographie
Kurdwin Ayub est Kurde d'Irak, née en Irak en 1990. Ses parents sont tous deux médecins. Elle grandit à Vienne, où sa famille s'est réfugiée. De 2008 à 2013, elle étudie la peinture et le cinéma d'animation expérimental à l'Université des arts appliqués de Vienne. Parallèlement, elle étudie l'art performatif à l'Académie des Beaux-Arts de Vienne. Elle réalise son premier court-métrage en 2010.
En 2022, elle réalise son premier long-métrage de fiction, Sonne. Elle reçoit le prix du meilleur film le 31 octobre 2022 au Festival international de film de Vienne.

## Réalisations
- 2016 : Paradise! Paradise!, 78 min
- 2018 : Boomerang, 21 min
- 2022 : Sonne, 87 min
- 2024 : Moon (Mond)

## Prix
- 2011, 2012 : Prix du court métrage de la Viennale
- 2013 : Prix des jeunes réalisateurs de courts métrages indépendants de Vienne [3]
- 2016 : Prix de la meilleure image,  Diagonale, pour Paradise ! Paradis![3]
- 2016 : Prix du documentaire, Cine Europeo, Séville 2016[3]
- 2016 : prix jeune talent, Duisburg Film Week[3]
- 2022 : Festival international du film de Berlin : Prix GWFF du meilleur premier long métrage pour Sonne[5]
- 2022 : Prix du meilleur film de Vienne pour Sonne [4]
- 2024 : Prix spécial du jury du Festival de Locarno pour Mond